# Janssensantus
Janssensantus är ett släkte av skalbaggar. Janssensantus ingår i familjen bladhorningar.
Kladogram enligt Catalogue of Life:
| Janssensantus | \| \| Janssensantus inexpectatus \| \| \| \| \| \| Janssensantus pauliani \| \| \| \| |
|               | \| \| Janssensantus inexpectatus \| \| \| \| \| \| Janssensantus pauliani \| \| \| \| |
|               | Janssensantus inexpectatus                                                            |
|               |                                                                                       |
|               | Janssensantus pauliani                                                                |
|               |                                                                                       |